# New York Yankees
O New York Yankees é uma equipe profissional de beisebol dos Estados Unidos, sediada no distrito do Bronx, na cidade de Nova York. Os Yankees competem na Major League Baseball (MLB) como membros da Divisão Leste da Liga Americana (AL). Eles são uma das duas franquias da MLB baseadas em Nova York, juntamente com os New York Mets da Liga Nacional (NL). A equipe foi fundada em 1903, quando Frank Farrell e Bill Devery adquiriram os direitos da franquia dos extintos Baltimore Orioles (sem relação com a equipe atual de mesmo nome) após o encerramento de suas atividades, estabelecendo então os New York Highlanders. Em 1913, os Highlanders foram oficialmente renomeados como Yankees.
Atualmente, a equipe pertence à Yankee Global Enterprises, uma empresa de responsabilidade limitada controlada pela família do falecido George Steinbrenner, que adquiriu os Yankees da CBS em 1973. O gerente geral da equipe é Brian Cashman, o técnico é Aaron Boone e o capitão é Aaron Judge. Os jogos em casa dos Yankees foram realizados no Yankee Stadium original, no Bronx, de 1923 a 1973 e de 1976 a 2008. Durante 1974 e 1975, enquanto o estádio passava por reformas, os Yankees compartilharam o Shea Stadium com os Mets, além dos New York Jets e New York Giants. Em 2009, a equipe mudou-se para um novo estádio com o mesmo nome, construído ao lado da antiga instalação, que foi posteriormente fechada e demolida. Os Yankees estão consistentemente entre os líderes de público da MLB.
Considerada por muitos como a franquia esportiva profissional de maior sucesso nos Estados Unidos, os Yankees conquistaram vinte e um títulos da Divisão Leste da Liga Americana, quarenta e um títulos da Liga Americana e vinte e sete campeonatos da World Series — todos recordes da MLB. A equipe venceu mais títulos do que qualquer outra franquia nas principais ligas esportivas da América do Norte, tendo ultrapassado brevemente o Montreal Canadiens da NHL entre 1993 e 1999. Ao longo de sua história, os Yankees tiveram quarenta e quatro jogadores e onze técnicos introduzidos no Hall da Fama do Beisebol, incluindo algumas das figuras mais icônicas do esporte, como Babe Ruth, Lou Gehrig, Joe DiMaggio, Mickey Mantle, Yogi Berra, Whitey Ford e Reggie Jackson. Mais recentemente, Mariano Rivera e Derek Jeter foram incluídos, ambos recebendo as maiores porcentagens de votos entre todos os membros do Hall da Fama. A equipe conquistou enorme popularidade e uma base de fãs dedicada, além de ampla antipatia por parte dos torcedores de outras equipes da MLB. A rivalidade com o Boston Red Sox é uma das mais conhecidas nos esportes norte-americanos.
De acordo com a revista Forbes, os Yankees são a quarta franquia esportiva mais valiosa do mundo, com um valor estimado em 2024 de aproximadamente US$ 7,55 bilhões de dólares. O logotipo da equipe é reconhecido internacionalmente como um item de moda e um ícone da cidade de Nova York e dos Estados Unidos.

## História

### 1901–1902: Fundação
No começo do século XX o presidente da Liga Oeste de beisebol, Ban Johnson, reconheceu a liga, adicionando três times de cidades do leste, formando a Liga Americana. Os planos de colocar um time em Nova York foram barrados na Liga Nacional pelo New York Giants. Então o novo time teve de ser instalado em Baltimore, Maryland, uma cidade que foi abandonada pela liga quando eles reduziram a liga de 12 para 8 times em 1900.
Apelidado de Orioles, o time começou jogando em 1901, sendo liderado por John McGraw. Durante a temporada de 1902, McGraw briga com Johnson e secretamente se une aos Giants. No meio da temporada, os Giants, ajudados por McGraw, começou a atrair e a comprar vários jogadores dos Orioles, até que a liga americana interviesse e tomasse o controle do time. Em janeiro de 1903, uma "conferência de paz" ocorreu entre as duas ligas a fim de resolver as disputas e encontrar algum meio de co-existir. Durante a conferência, Johnson pediu que a liga americana aceitasse um time em Nova York, para jogar junto com o Giants na liga nacional. Ocorreu então uma votação e 15 dos 16 Managers da liga concordaram, sendo que o único que se opos foi o CEO do Giants. Como resultado, a LN aceitou o estabelecimento da nova franquia em Nova York. Os donos dos Orioles, Frank J. Farrell e William S. Devery, imediatamente moveram a franquia de Baltimore para Nova York.

### 1903–1922: Mudança para Nova Iorque

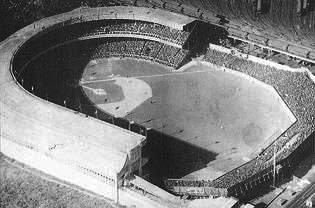
O estádio Polo Grounds em 1911.

O novo time de Nova York assumiu o nome de Highlanders e passou a jogar no Hilltop Park, em Manhattan. O time não conseguiu muito sucesso, sendo sua maior façanha foi um segundo lugar em 1904, 1906 e em 1910. Em 1904, na final da liga americana, os Highlanders acabaram perdendo para o Boston Americans, que mais tarde mudaria seu nome para Boston Red Sox.
Naquela época era comum para os times da liga americana receberem o nome Americans e os Highlanders eram popularmente conhecidos como New York Americans. Então no começo de 1904, o editor Jim Price, do New York Press, usou em suas reportagens o apelido do time, Yankees (ou "Yanks"), e o clube passou a ser conhecido assim nos EUA.
Em 1913, os Highlanders mudaram de casa, jogando agora no Harlem River. A partir dai, o time passou a ser freqüêntemente chamado pelo seu apelido, "Yanks", até que no final de 1913, o time mudou oficialmente seu nome para New York Yankees.

### 1923–1935: A era Babe Ruth (novo estádio e títulos)

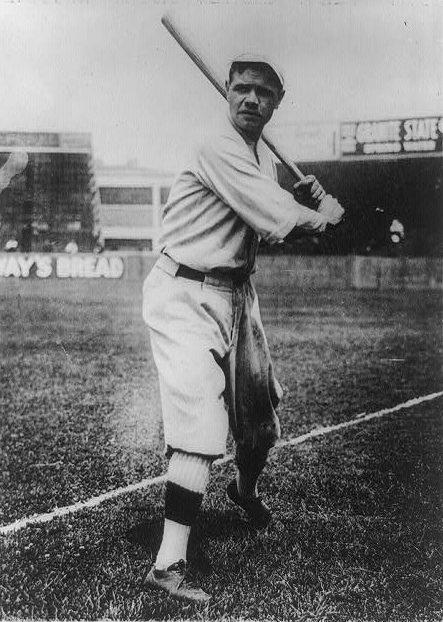
Babe Ruth, um dos maiores jogadores da história dos Yankees

Em 1914, George Herman Ruth Jr., apelidado de Bambino, se juntou ao Boston Red Sox e faturou três Séries Mundias. O Red Sox era considerado a realeza dos esportes americanos, um time quase imbativel. Porém o General Manager de Boston, Harry Frazee, começou a vender seus melhores jogadores para os rivais por enormes quantias de dinheiro. Em 1920, o Manager dos Red Sox acerta a ida de Babe Ruth para os Yankees inaugurando uma das eras mais prolíficas da história do beisebol tornando os Yankees em uma máquina de títulos.
Ruth era um rebatedor de home runs nato e suas belas jogadas renderam ao time uma popularidade sem igual, fazendo com que os Yankees se tornassem os senhores de Nova York, em detrimento do outro time da cidade, os Giants. Em 1921, os Yankees fizeram sua primeira aparição na World Series contra os Giants e perderam. Então, em 1922, os Yankees foram impelidos a se mudar do Polo Grounds após o termino da temporada daquele ano. O manager dos Giants John McGraw disse que os Yankees tinham de se mudar para "algum lugar longe do nosso caminho, como o Queens", mas eles decidiram se instalar no Bronx, muito próximo do Polo Grounds, seu velho estádio. Em 1922, os Yankees retornaram a World Series e mais uma vez foram derrotados pelos Giants. Naquele mesmo ano chega a NY o manager Miller Huggins e o general manager Ed Barrow.
Em 1923, os Yankees estrearam um estádio novo, o Yankee Stadium, com capacidade para 58,000 pessoas. Logo no primeiro jogo no Yankee Stadium, Babe Ruth fez um home run e ao decorrer dos jogos ele continuou a fazer muitos HR, atraindo sempre muito público e dinheiro que ajudou a pagar pelo novo estádio. Assim, o Yankee Stadium passou a ser conhecido nos Estados Unidos como "The House That Ruth Built" ("A casa que Ruth construiu"). Em 1923, os Yankees e os Giants se enfrentaram na World Series pelo terceiro ano consecutivo e os Yanks acabaram triunfando.
Em 1927, os Yankees reuniram um time de estrelas, que viria a ser conhecido como um dos "melhores times de todos os tempos do beisebol" (comparações a esse time foram feitos com o Yaks de 1939, 1961 e 1998). O time estelar acabou com uma campanha de 110 vitórias e 44 derrotas e depois varreram o Pittsburgh Pirates nas finais. Ruth acabou batendo 60 HR naquele ano, um recorde que demoraria 34 anos para ser batido. Outra grande estrela do time era o primeira-base Lou Gehrig que impulsionou 175 corridas naquele ano.

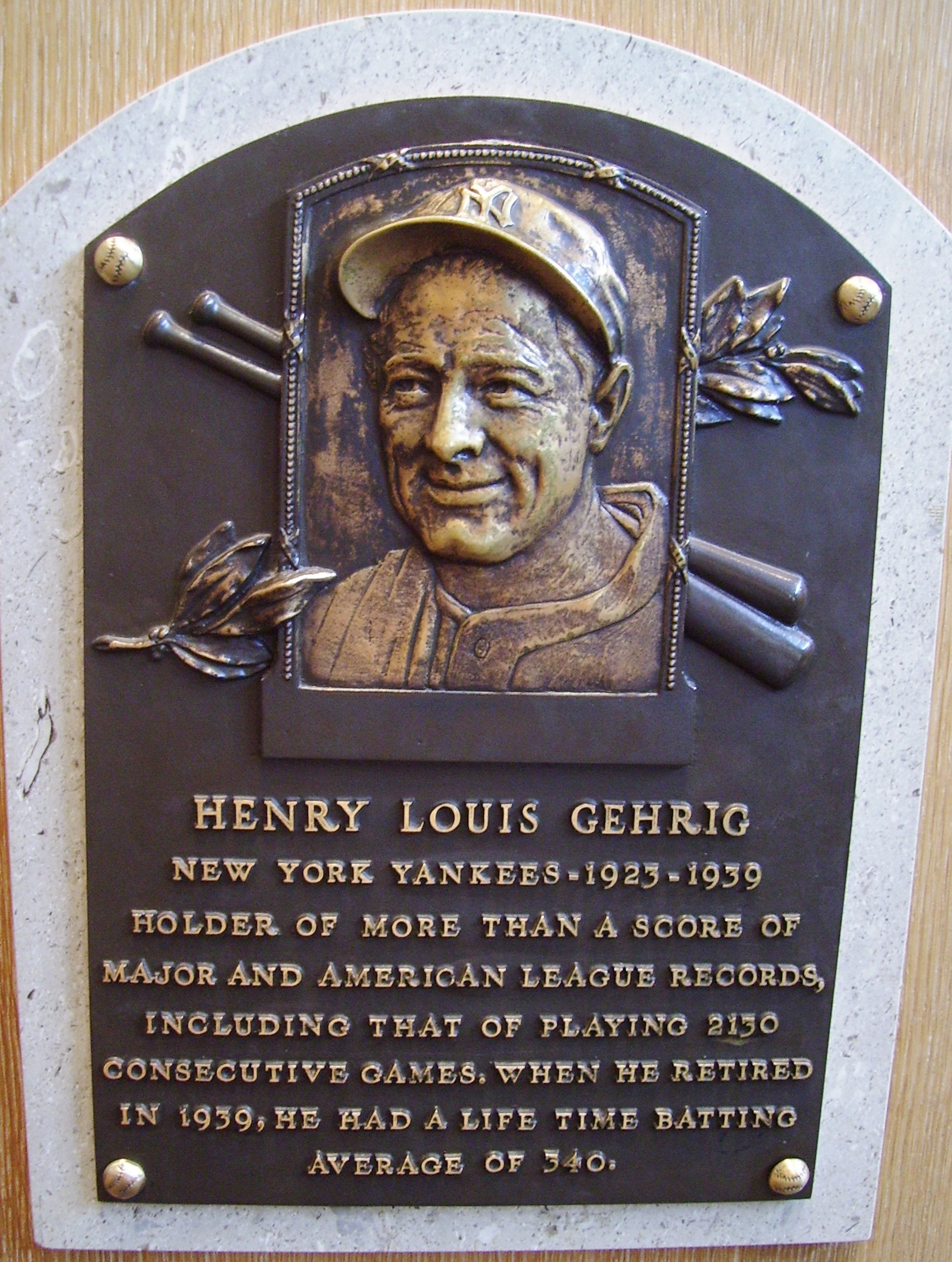
Placa em homenagem a Lou Gehrig, fixada no Yankee Stadium

Em 1932, na World Series, os Yankees varreriam o Chicago Cubs aumentando o número de vítorias consecutivas em jogo de WS para 12. Em 1934, Babe Ruth deixa os Yankees para se juntar ao Boston Braves, mas ele nunca mais levaria uma World Series na vida. Babe Ruth se aposentou em 1935.

### 1936–1951: A era DiMaggio

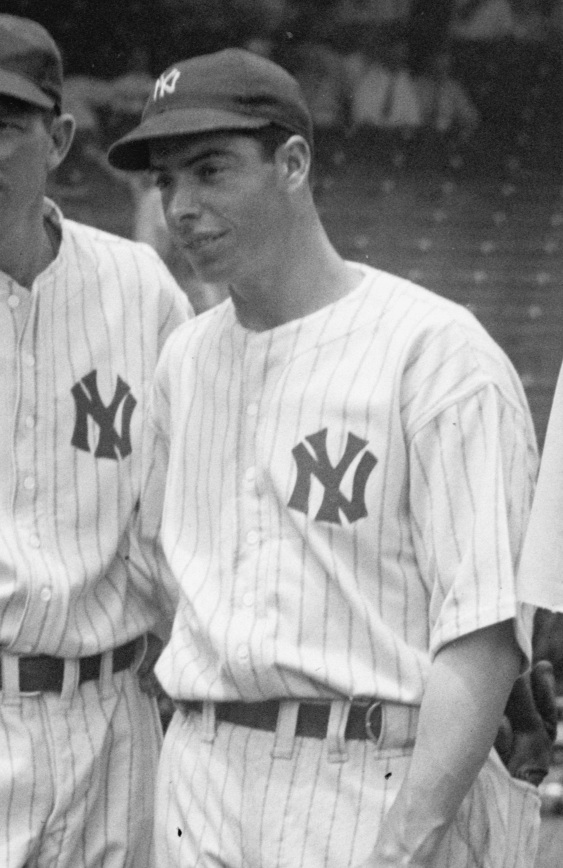
Em 1941, Joe DiMaggio conquistou o recorde de uma sequência de 56 jogos com pelo menos uma rebatida.

Com a aposentadoria de Ruth, Gehrig viu a oportunidade de assumir o comando do time, mas um jovem talento apareceu em seu caminho: Joe DiMaggio. Sob o comando de DiMaggio, os Yankees venceriam quatro World Series consecutivas entre 1936 e 1939.
Após a segunda guerra mundial, o beisebol nos Estados Unidos viveu sua era dourada com Ted Williams do Boston Red Sox perseguindo a marca de 40% de aproveitamento no bastão e Joe DiMaggio fazendo uma série sem precedentes de rebatidas na temporada. Ao final dessa correria, DiMaggio conseguiu pelo menos uma rebatida em 56 jogos consecutivos, que ainda é um recorde.
Ao final da temporada de 1951, Dimaggio, cuja carreira ja estava em declínio, decidiu se aposentar. Foi nesse período que a rivalidade Yankees-Red Sox se aflorou aos níveis atuais quando o New York Yankees venceu o poderoso time do Boston Red Sox na WS de 1949.

### 1951–1959: A era Stengel
Sob o comando do Manager Casey Stengel, os Yankees venceriam cinco world series consecutivas (1949–1953), um recorde nas Major Leagues. Liderados pelo center fielder Mickey Mantle, pelo pitcher Whitey Ford e pelo catcher Yogi Berra, o time de Stengel venceu sete campeonatos em 12 anos.
Em 1954, os Yankees venceram mais de 100 jogos, mas os Indians levaram a melhor na liga americana com uma campanha de 111 vitórias. Em 1955, o Brooklyn Dodgers finalmente derrotou os Yankees na World Series, depois de uma série de cinco derrotas seguidas, mas os Yankees retornaram com força total no ano seguinte. Em 8 de outubro de 1956, no jogo cinco das finais de 1956 contra os Dodgers, o pitcher Don Larsen lançou o único jogo perfeito na história das World Series, que também continua como o único no-hitter de qualquer tipo por um arremessador em um jogo de pós-temporada.
Os Yankees perderam a World Series de 1957 para o Milwaukee Braves. Na temporada seguinte, o New York Giants e o Brooklyn Dodgers partiram para a Califórnia, fazendo do Yankees o único time de beisebol na cidade de Nova York. Na World Series de 1958, os Yankees se vingaram do Milwaukee Braves e se tornaram o segundo time a vencer uma Série mundial depois de estar perdendo por 3 jogos a 1. Ao termino daquela década, os Yankees venceram seis World Series (1950, 1951, 1952, 1953, 1956, 1958) e oito títulos da Liga Americana. Liderados por Mickey Mantle, Ford, Berra, Elston Howard (o primeiro jogador afro-americano dos Yankees) e a recente aquisição Roger Maris, os Yankees entraram nos anos 60 buscando o mesmo sucesso da década anterior.

### 1960–1964: The M&M Boys

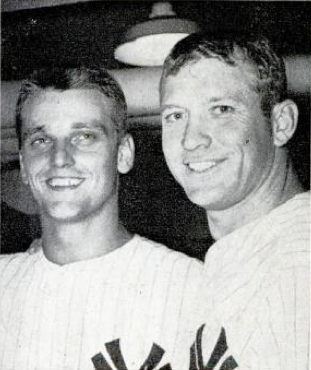
Roger Maris (esquerda) e Mickey Mantle (direita) eram conhecidos como os "M&M Boys", quando jogavam juntos pelo Yankees de 1960 a 1966.

Em 1960, os Yankees buscaram reforçar o seu time com grandes estrelas e prospectos a fim de garantir a continuidade do sucesso que a franquia vinha desfrutando nas ultimas décadas. Entre essas contratações estavam o jovem outfielder Roger Maris. Em 1960, Maris liderou a liga em percentual de rebatidas, RBIs e rebatidas multi-base. Ele terminou também em segundo no número de Home Runs atrás apenas do companheiro de time Mickey Mantle. Marris acabou ganhando a Luva de Ouro de melhor jogador e também levou o prêmio de MVP da liga americana naquele ano.
O ano de 1961 se tornariam um dos mais memoráveis na história do time. Durante o verão, Mantle e Maris fizeram uma verdadeira corrida rebatendo diversos Home runs e passaram a ser conhecidos como os "M&M Boys". Com a contusão de Mantle, Marris conseguiu vencer a disputa e bateu 61 HR, superando o recorde anterior de Babe Ruth. Com uma temporada com 109 vitórias e 53 derrotas, os Yankees proseguiram imbativeis até a WS vencendo o Cincinnati Reds na final. O time fechou aquele ano com um recorde de 240 home runs. No ano seguinte, em 1962, os yankees venceriam outra World Series dessa vez contra o San Francisco Giants em sete jogos. Em 1963 e 1964, os Yankees perderam a WS para o Los Angeles Dodgers e para o St. Louis Cardinals respectivamente. Sendo que a World Series de 64 seria a última aparição numa WS dos Yankees até 1976.

### 1964–1972: Sob nova direção (a amarga era CBS)
Depois da temporada de 1964, a rede de TV americana CBS comprou 80% dos Yankees da Topping and Webb por US$11.2 milhões de dólares. Com o novo dono, o time rapidamente começou a encarar maus resultados. Na verdade, os Yankees terminaram em segundo na divisão leste pela primeira vez em 40 anos em 1965. Isso piorou com a introdução do Draft na Major League Baseball naquele ano, o que significou que os Yankees não podiam mais simplesmente "comprar" o jogador que quisessem.
Em 1966, os Yankees terminaram em último na Liga Americana pela primeira vez desde 1912. Apesar disso, a fortuna do time aumentou mas eles não ameaçariam um título até 1974. A principal razão para o declínio foi a incapacidade do time em repor as perdas de grandes jogadores assim como a má administração do plantel.
Durante essa era, os Yankees perderam uma de suas mais notórias personalidades na locução do estádio. O legendário "Voice of the Yankees" (a voz dos yankees), Mel Allen, foi demitido em 1964, supostamente em virtude de corte de gastos.

### 1973–1981: Steinbrenner, Martin, Jackson e Munson (the Bronx Zoo)

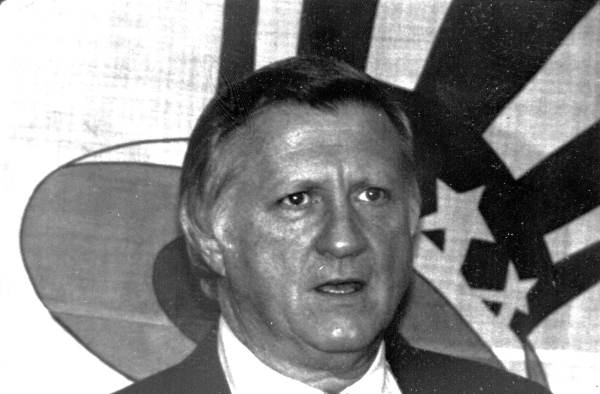
George Steinbrenner, foi o dono do Yankees de 1973 a 2010, com o time de Nova Iorque levando sete World Series.

Em 3 de janeiro de 1973, um grupo de investidores liderados por George Steinbrenner comprou o clube da CBS por US$8.7 milhões. Mike Burke continuou presidente do clube até abril, quando ele pediu demissão. Dentro de um ano, Steinbrenner comprou as partes das ações dos demais donos para se tornar o único chefe da franquia.
Um dos principais objetivos de Steinbrenner era a reforma do estádio, que havia se deteriorado muito desde os anos 60. A CBS sugeriu uma renovação geral, mas nesse meio tempo o time teria que jogar em outro lugar e o New York Mets se recusou a ceder seu estádio, o Shea Stadium, para os Yankees. Um novo estádio em Meadowlands, do outro lado do rio Hudson em Nova Jersey, também foi sugerido. Finalmente, no meio da temporada de 1972, o prefeito John Lindsay interveio. A cidade comprou o Estádio dos Yankees e começou uma renovação que duraria dois anos e sairia a um preço altíssimo. Como a cidade também era dona do Shea, os Mets tiveram de permitir aos Yankees jogar em seu estádio por duas temporadas. A renovação modernizou o estádio e alterou seu interior, assim como os assentos.

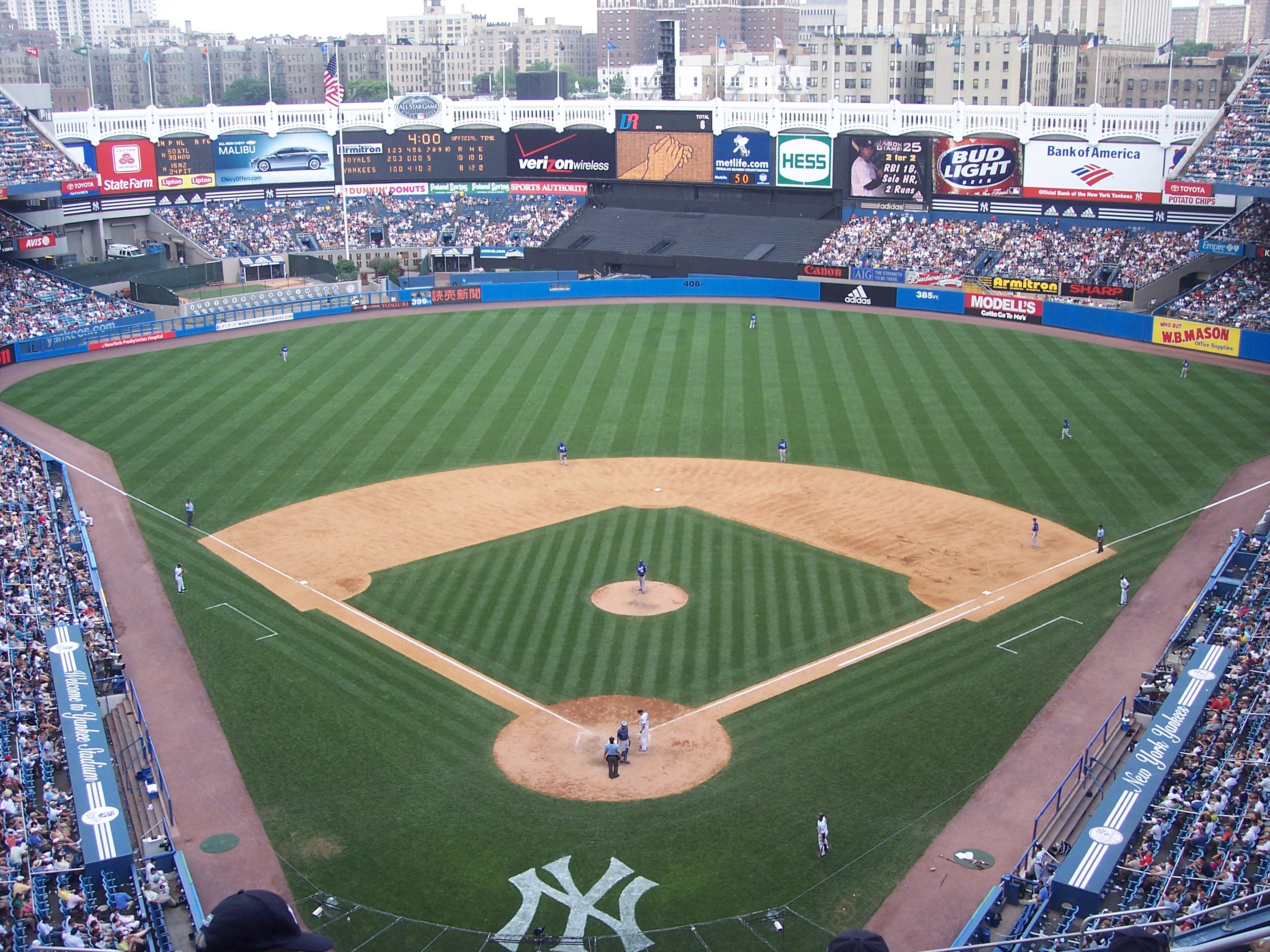
Durante as temporadas de 1974 e 1975, o Yankee Stadium foi totalmente renovado. Esta foto mostra o estádio após a renovação.

Depois da temporada de 1974, Steinbrenner começou o que daria início a era moderna do free agency, assinando com o pitcher James Augustus "Catfish" Hunter, o tirando de Oakland. No meio da temporada de 1975, Steinbrenner contratou o ex-segunda base Billy Martin para ser o manager do time. Com Martin na direção, os Yankees chegariam a World Series de 1976, mas eles foram varridos pelo Cincinnati Reds e a famosa "Máquina Vermelha", apelido como o time de Ohio era conhecido.
Depois da campanha de 1976, Steinbrenner trouxe um talentoso outfielder de Oakland, Reggie Jackson, para melhorar o plantel. Durante o spring training de 1977, Jackson deixou o ambiente desconfortável com algumas colocações a respeito do capitão dos Yankees, o catcher Thurman Munson. Ele também teve algumas controvérsias com Billy Martin, que foi manager do Detroit Tigers em 1972 quando os Athletics de Jackson os derrotaram na American League Championship Series de 1972. Jackson, Martin e Steinbrenner brigavam frequentemente durante os 5 anos de contrato de Jackson. Martin seria contratado e demitido por Steinbrenner cinco vezes nos próximos 13 anos. Esse conflito, combinado com os 'entusiasmados' fãs da Nova York dos anos 70 e as más condições do Bronx, levou a organização dos Yankees e o estádio a serem apelidados de "Bronx Zoo" ("o zoológico do Bronx"). Apesar da confusão, Jackson foi a estrela da World Series de 1977, quando ele bateu três home runs no mesmo jogo e, acima de tudo, quatro HR em quatro arremessos de pitchers diferentes. A performance de Jackson na pós-temporada lhe rendeu o prêmio de MVP da World Series, além do apelido de "Mr. October".
Durante a década de 70, a corrida pela divisão e pela conferência foi travada entre os Yankees e o Red Sox. Na década de 50 e começo dos anos 1960, os Yankees dominaram os Red Sox que foi sempre um non-factor (irrelevante). Contudo, nos final dos anos 60 e começo da década de 70, os Yankees acabaram por diversas vezes amargar o segundo lugar, enquanto o Red Sox lideravam a liga. Na década de 70 começaram a brigar arduamente pela supremacia e pelo primeiro lugar da divisão.
Em 14 de julho de 1978, o New York Yankees estavam 14½ jogos atrás do Boston Red Sox. Os Yankees tiveram uma impressionante série de vitórias e quando foram enfrentar Boston para uma série de 4 jogos no Fenway Park no começo de setembro, eles estavam apenas quatro jogos atrás do Red Sox. Os Yankees varreram o Red Sox no que ficou conhecido como "Boston Massacre" ("o massacre de Boston"), vencendo os jogos por 15–3, 13–2, 7–0 e 7–4. O terceiro jogo foi um shutout comandado pelo arremessador Ron Guidry, que liderou as majors leagues com nove shutouts, um recorde de 25 vitórias e 3 derrotas e um ERA de 1.74. Guidry terminou o ano com 248 strikeouts, mas Nolan Ryan e seus 260 strikeouts com o California Angels impediram que ele liderasse a liga de forma absoluta. No último dia da temporada, estavam empatados na Divisão leste da Liga Americana e a um jogo dos playoffs (o jogo número 163 da temporada) que aconteceu em Fenway. Com Guidry arremeçando contra o ex-jogador dos Yankees, Mike Torrez, os Red Sox começaram na liderança por 2 a 0. Na setima entrada, o shortstop dos Yankees, Bucky Dent, fez um home run de três corridas para o "Green Monster" (o grande muro verde no campo esquerdo de Fenway Park), colocando os Yankees a frente por 3 a 2. Um home run de Reggie Jacksons terminou com o jogo que acabou com a vitória de Nova York por 5 a 4, além de dar a vitória número 100 para os naquela temporada dando a eles o terceiro título de divisão da AL East e Guidry venceu seu 25º jogo na temporada.

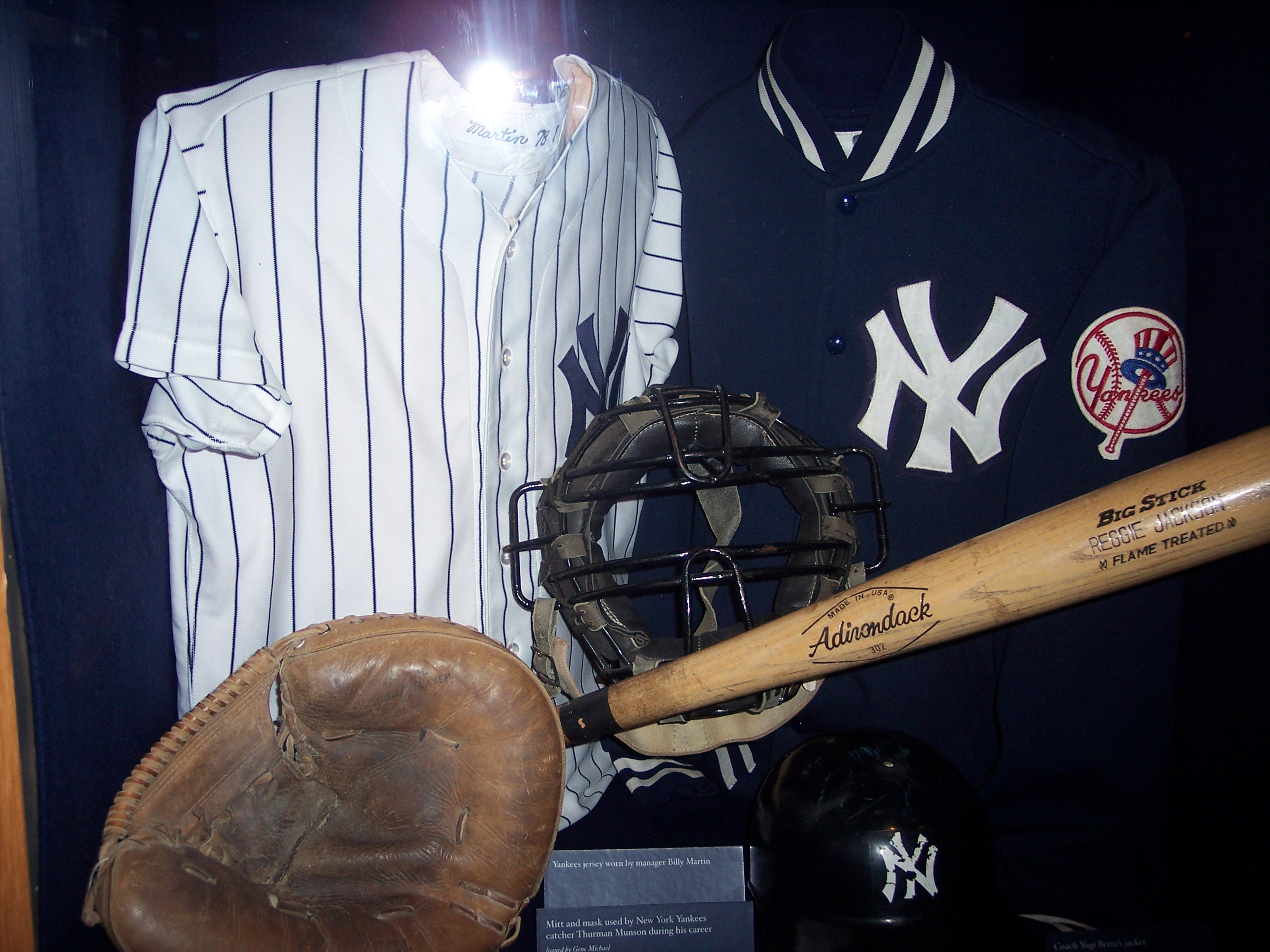
O equipamento usado por Thurman Munson em exposição em Cooperstown.

Depois de derrotarem o Kansas City Royals em 1978 pelo terceiro ano consecutivo na American League Championship Series (ALCS), os Yankees enfrentaram os Dodgers na World Series. Eles perderam os primeiros dois jogos em Los Angeles, mas venceram os outros três jogos no Yankee Stadium e venceram o jogo 6 em Los Angeles, vencendo sua 22ª World Series.
Várias mudanças ocorreram para a temporada de 1979. O ex-Cy Young, o closer Sparky Lyle foi trocado para o Texas Rangers por vários jogadores, incluindo o pitcher Dave Righetti. Tommy John foi adquirido dos Dodgers e Luis Tiant do rival Red Sox para melhorar a rotação titular dos arremessadores. Durante a temporada, Bob Lemon foi substituído por Billy Martin.
Os anos 70 terminaram de forma trágica para os Yankees. Em 2 de agosto de 1979, Thurman Munson morreu quando seu avião particular caiu. Quatro dias depois, todo o time foi até Canton, Ohio para o funeral, apesar deles terem um jogo naquela noite contra os Orioles. O jogo, que foi televisionado para o país inteiro, foi muito emocionado, Murcer usou o bastão de Munson (que ele devolveu a viúva após o jogo) e liderou seu time a uma vitória dramática por 5–4. Antes do jogo, o armário de Munson estava vazio com a exceção do seu equipamento de catcher. O número que ele usava (15) foi aposentado na temporada seguinte.
A temporada de 1980 trouxe mais surpresas aos Yankees. Billy Martin foi demitido novamente e Dick Howser tomou o seu lugar. Chris Chambliss foi trocado para o Toronto Blue Jays pelo catcher Rick Cerone. Naquela temporada, Reggie Jackson ficou nos 30% de aproveitamento pela primeira vez na carreira, além de 41 home runs e de ter terminado em segundo na votação para MVP. Na temporada de 1980, os Yankees terminaram com 103 vitórias, mas eles foram varridos pelos Royals na ALCS de 1980.
Depois do termino desta temporada, o Yankees assinaram com o Outfielder Dave Winfield com um acordo de 10 anos. Os Yankees também demitiram Howser e o substituiram por Gene Michael. Sob o comando de Michael, os Yankees lideraram a AL East antes da greve de 1981. Na segunda metade da temporada, os Yankees lutaram sob o novo comando do manager Bob Lemon, que substituiu Michael. Os Yankees pegaram o Milwaukee Brewers nos playoffs na American League Division Series de 1981. Após derrotarem Milwaukee em cinco jogos, eles passaram por Billy Martin e o Oakland Athletics em uma série de três jogos na ALCS. Na World Series de 1981, os Yankees começaram vencendo os dois primeiros jogos contra o Los Angeles Dodgers. Mas Dodgers reagiram vencendo os próximos 4 jogos para ganhar a sua primeira WS desde 1965.

### 1982–1995: A era Mattingly
Em seguida a derrota do time para os Dodgers na World Series de 1981, os Yankees tiveram sua maior sequência sem aparições nos playoffs desde 1921. O Yankees da década de 80, liderados pelo Primeira-base e All-Star Don Mattingly, teve o maior total de vitórias que qualquer outro time das major leagues mas falhou em conquistar uma World Series. Ao decorrer da década de 80 o time teve sempre um ataque poderoso; Mattingly conhecia bem Dave Winfield, Rickey Henderson, Mike Pagliarulo, Steve Sax e Jesse Barfield, mas a rotação titular de arremessadores quase nunca igualava a performance do ataque. Após alcançar a marca de 22 vitórias e 6 derrotas em 1985, o pitcher Ron Guidry sofreu com problemas no braço e isso atrapalhou seu desempenho nos anos seguintes.

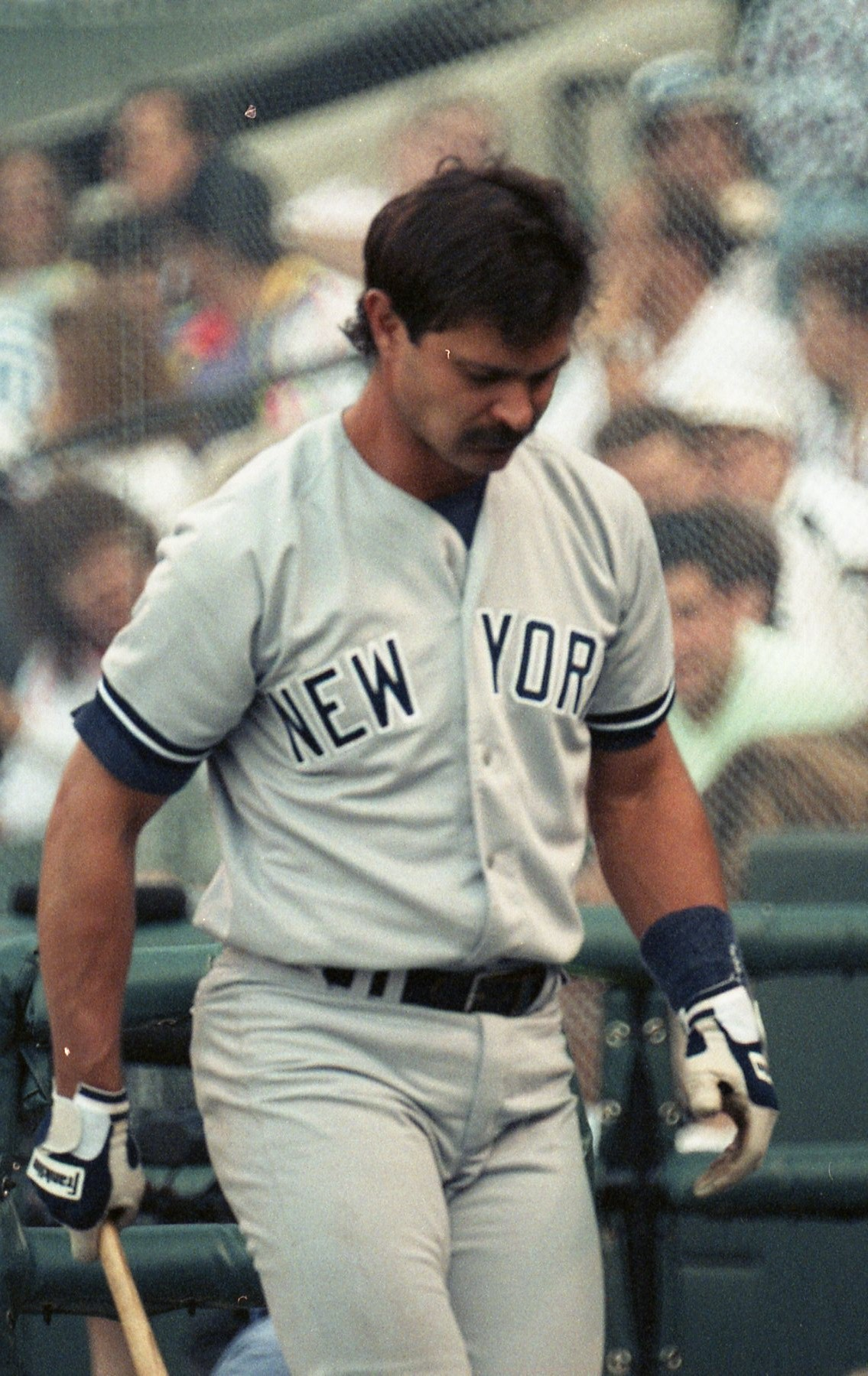
Don Mattingly, que jogou pelos Yankkes entre 1982 e 1995

O time chegou perto de ganhar a AL East em 1985 e em 1986, terminando em segundo atrás do Toronto Blue Jays e do Boston Red Sox respectivamente, mas caiu para quarto lugar em 1987 e para quinto em 1988, apesar de sempre sair na frente na corrida pela divisão. Apesar da falta de títulos e de aparições nos playoffs, os Yankees tiveram o maior percentual de vitórias entre todos os times da MLB na década de 80.
Ao final da década, o ataque dos Yankees começou a entrar em declínio. Henderson e Pagliarulo saíram do time no meio da temporada de 1989, enquanto problemas nas costas afastaram Winfield (que perdeu toda a temporada de 89) e Mattingly (que perdeu quase toda a temporada de 1990). Winfield então deixou o time para se juntar aos Angels. De 1989 a 1992, o time teve mais derrotas que vitórias, apesar das enormes somas de dinheiro gastos em jogadores free-agents e em escolhas no draft que não atenderam as expectativas. Em 1990, os Yankees tiveram o pior recorde da Liga Americana, na pior performance desde 1966.
Em 1 de julho de 1990, o pitcher Andy Hawkins se tornou o primeiro arremessador dos Yankees a perder um jogo apesar de lançar um no-hitter. O terceira-base Mike Blowers cometeu um erro, seguido por dois walks cedidos e um outro erro do left fielder Jim Leyritz com as bases lotadas, permitindo aos três homens em base avançar e anotar as corridas. A derrota por 4–0 para o Chicago White Sox foi a maior derrota de um arremessador que lançou um no-hitter no século XX. Ironicamente, os Yankees (e Hawkins) não conseguiram uma rebatida em seis innings em um jogo que foi encurtado pela chuva contra o White Sox onze dias depois.
A péssima performance nos anos 80 e começo dos anos 90 logo mudaria. Steinbrenner contratou Howard Spira para cobrir a saída de Winfield e foi subsequentemente suspenso pelo Comissário Fay Vincent quando o esquema foi revelado. Essa lambança permitiu que o manager tivesse uma janela para alterar o elenco sem o dedo do CEO. Então o General Manager Gene Michael, junto com o manager Buck Showalter, mudou a mentalidade do clube quanto a aquisições caras e Super Astros para uma política de formação de talentos na casa. Essa filosifia fez com que jogadores promissores como o outfielder Bernie Williams, o shortstop Derek Jeter, o catcher Jorge Posada e os pitchers Andy Pettitte e Mariano Rivera se destacassem. O primeiro sucesso significativo veio em 1994, quando os Yankees tiveram o melhor recorde na Liga Americana, mas uma greve de jogadores encerrou a temporada mais cedo e terminou com a melhor chance que Mattingly ja teve de levar um título de World Series.
No ano seguinte, o time se classificou para os playoffs pelo wild card de 1995. Na memoravel Division Series da liga americana de 95 contra o Seattle Mariners, os Yankees venceram os primeiros dois jogos em casa mas perderam os próximos três em Seattle. Mattingly, que sofria agudamente de uma lesão nas costas, se aposentou após a temporada de 1995. Ele teve a infelicidade de jogar na era em que o Yankees não conseguiu levantar nenhuma taça de campeão (de 1981 a 1996).

### 1996–2007: A era Joe Torre

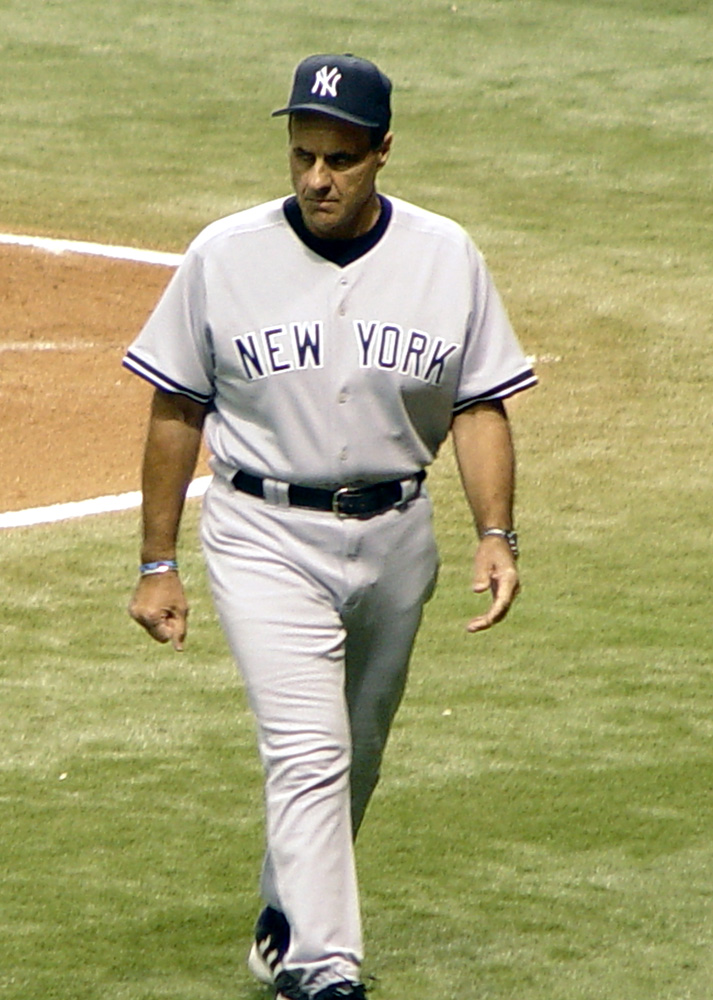
Joe Torre, manager dos Yankees entre 1996 e 2007

Depois da temporada de 1995, Steinbrenner substituiu Showalter pelo manager Joe Torre. Torre não tinha muita experiência como manager na National League e a escolha por ele foi muito questionada ("Clueless Joe", ou "Joe sem noção", foi o título de uma matéria do New York Daily News). Contudo, seu temperamento muito calmo conquistou o staff, e seu tempo a frente dos Yankees foi o mais longo desde que George Steinbrenner assumiu.

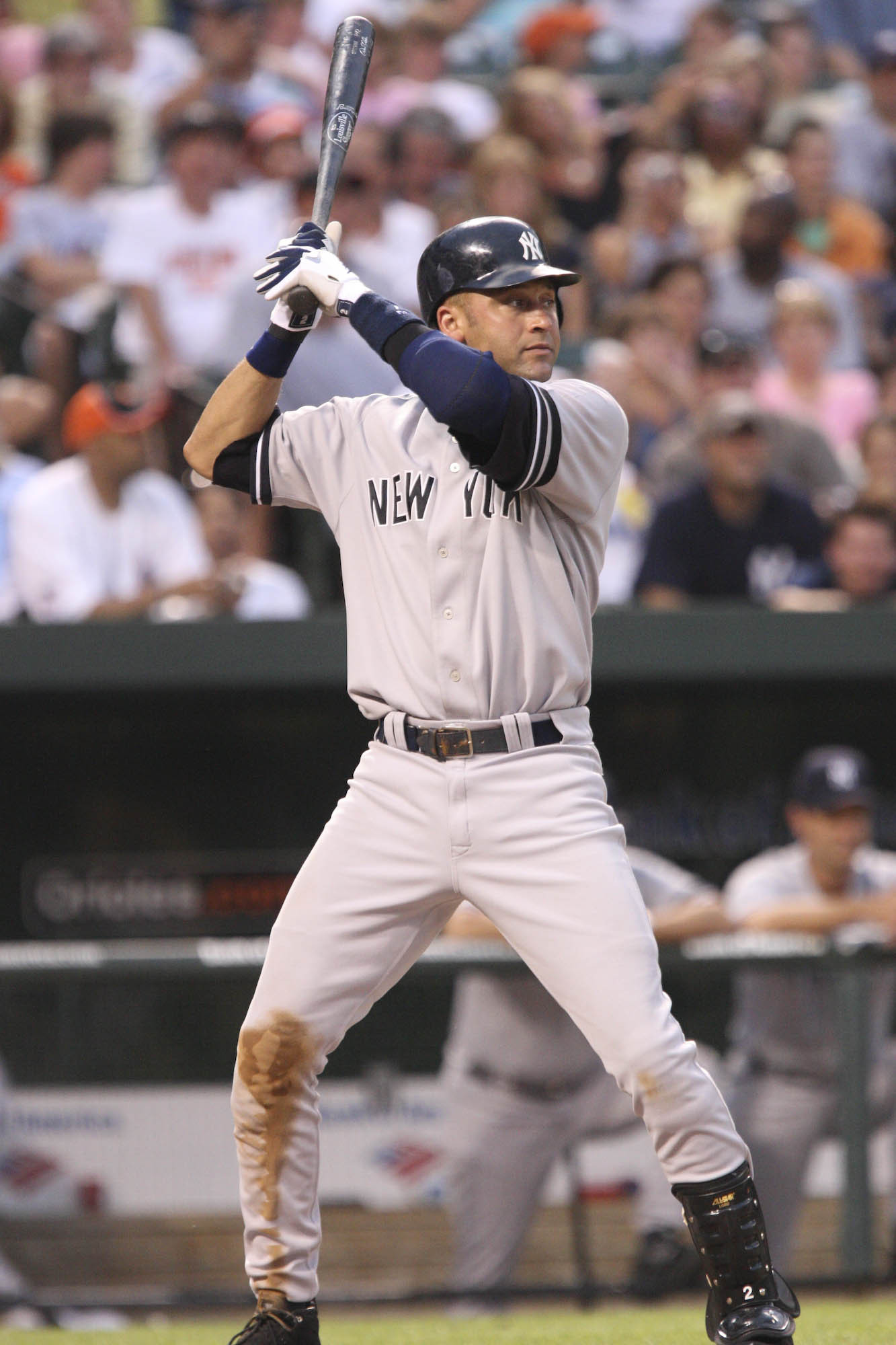
Derek Jeter jogando nos Yankees

Em 1996 três novatos dos Yankees se revelaram armas poderosas: o shortshop Derek Jeter, o catcher Jorge Posada e o closer (antes homem de setup) Mariano Rivera. Com esses jogadores talentosos, os Yankees venceram seu primeiro título da AL East em 15 anos. Eles derrotaram o Texas Rangers na ALDS (American League Division Series) em 1996 e na ALCS (American League Championship Series) de 1996 ele venceram o Baltimore Orioles em cinco jogos, o que trouxe uma grande atenção dos fãs para o jovem Jeffrey Maier que havia batido muitos home runs nessa série. Então na World Series de 1996 depois de perder os dois primeiros jogos, os Yankees venceram quatro jogos seguidos contra o atual campeão Atlanta Braves, encerrando uma série de 18 anos sem títulos. O Shortstop Derek Jeter foi nomeado Rookie of the Year (novato do ano). Em 1997, os Yankees perderiam para o Cleveland Indians na ALDS de 1997 em cinco jogos. Então o GM Bob Watson saiu e foi substituído pelo GM Brian Cashman.
O New York Yankees de 1998 é reconhecido por muitos como o melhor time da história do beisebol, conseguindo espetaculares 114 vitórias e apenas 48 derrotas e depois varreram o San Diego Padres na World Series de 1998. As 125 vitórias somadas na temporada regular e nos playoffs são um recorde nas major leagues. Em 17 de maio de 1998, David Wells lançou um jogo perfeito contra o Minnesota Twins no Yankee Stadium. Em 18 de julho de 1999, no que era o "Yogi Berra Day" no estádio, David Cone lançou outro jogo perfeito contra o Montréal Expos. Na ALCS de 1999, os Yankees enfrentaram o grande rival Boston Red Sox e saíram vitoriosos. Então o New York Yankees foram a World Series em 1999 e varreram os Braves para levantar a taça mais uma vez.
Em 2000, os Yankees enfrentaram o segundo time de Nova Iorque, o New York Mets no confronto que ficou conhecido como Subway Series na Série Mundial de 2000. Os Yankees acabaram por derrotar os Mets em cinco jogos para vencer sua segunda WS consecutiva.
Após os ataques terroristas de 11 de setembro, os Yankees derrotaram o Oakland A's na ALDS de 2001 e depois o Seattle Mariners na ALCS de 2001. Após ser campeão da Liga Americana pelo quarto ano seguido, os Yankees foram enfrentar o Arizona Diamondbacks na World Series e acabaram sendo derrotados quando o close closer Mariano Rivera falhou em conseguir um save no final do nono inning do Jogo 7, sendo que todos os jogos desta série foram vencidos pelo time mandante.
Com um time renovado para a temporada de 2002, os Yankees terminaram aquele ano com a melhor campanha da Liga Americana (103–58). Durante a temporada, o segunda-base Alfonso Soriano se tornou o primeiro jogador a bater 30 home runs e a roubar 30 bases. Na ALDS os Yankees perderam para os eventuais campeões Anaheim Angels em 4 jogos.
Em 2003, os Yankees tiveram novamente a melhor campanha da liga (101–61), com o principal destaque sendo o arremessador Roger Clemens que alcançou naquela temporada o número de 300 vitórias e 4000 strikeouts na carreira. Na ALCS de 2003, eles derrotaram o Boston Red Sox em uma série de sete jogos. Na World Series daquele ano, os Yankees perderam em seis jogos para o Florida Marlins, perdendo uma WS em casa pela primeira vez desde 1981.

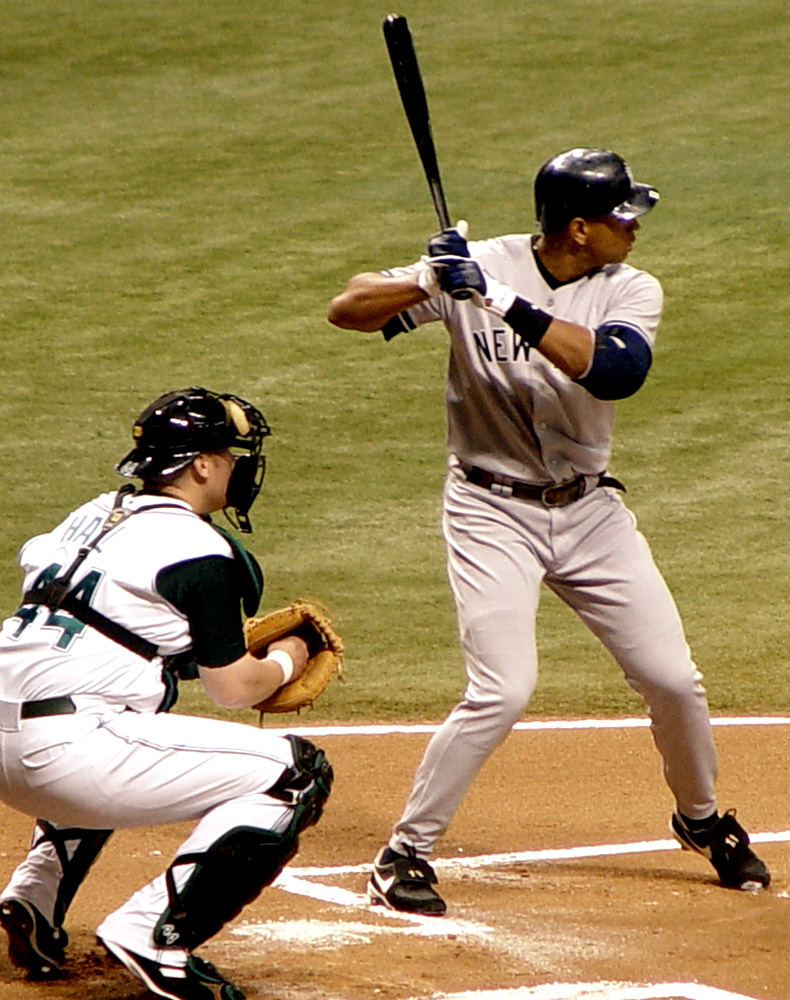
Alex Rodriguez (na direita) jogando nos Yankees

Na temporada de 2004, o New York Yankees adquiriram o jovem talento Alex Rodriguez, que passou a jogar como terceira base já que o shortstop titular era o capitão Derek Jeter. Na ALCS de 2004, os Yankees enfrentaram novamente o Boston Red Sox e se tornou o único time na história do beisebol, e também o terceiro time na história dos esportes americanos, a perder uma série melhor de sete depois de estar vencendo por 3–0. O rival Red Sox então foi para a WS para vencer seu primeiro título em 86 anos.
Em 2005 Alex Rodriguez foi nomeado MVP da temporada, se tornando o primeiro jogador dos Yankees desde Don Mattingly a vencer esse prêmio em 1985. Os Yankees mais uma vez faturaram a divisão mas depois acabaram perdendo a ALDS de 2005 em cinco jogos contra o Los Angeles Angels of Anaheim. Já na temporada de 2006 os Yankees varreram os Red Sox em Fenway Park (na qual muitos chamaram de "o segundo massacre de Boston").
Apesar de vencer a AL East pelo nono ano consecutivo, os Yankees perderam mais uma vez na ALDS de 2006, desta vez para o Detroit Tigers. Depois da ALDS, ocorreu uma tragédia que terminou com a morte do pitcher Cory Lidle em 11 de outubro em um acidente de avião, quando seu jatinho se chocou com um prédio em Manhattan. Junto com Thurman Munson, Lidle foi o segundo jogador dos Yankees a morrer em um acidente com um avião particular.
Em 18 de junho de 2007, os Yankees assinaram com dois jogadores República Popular da China, os primeiros na MLB, e tornaram-se o primeiro time na história da MLB a assinar um contrato publicitário com uma empresa chinesa. A sequência de nove títulos de divisão seguidos acabaram em 2007, mas eles ainda assim foram para os playoffs pelo Wild Card. Pelo terceiro ano consecutivo, o time foi eliminado na primeira rodada dos playoffs, desta feita para o Cleveland Indians na ALDS. Depois desta derrota, Joe Torre se recusou a aceitar uma proposta de redução salarial e de bonus oferecida pela diretoria dos Yankees e foi demitido. Então Torre acabou por assinar com um time da Liga Nacional e foi ser manager do Los Angeles Dodgers.

### 2008–2016: Novo manager, Novo estádio (A era Girardi)

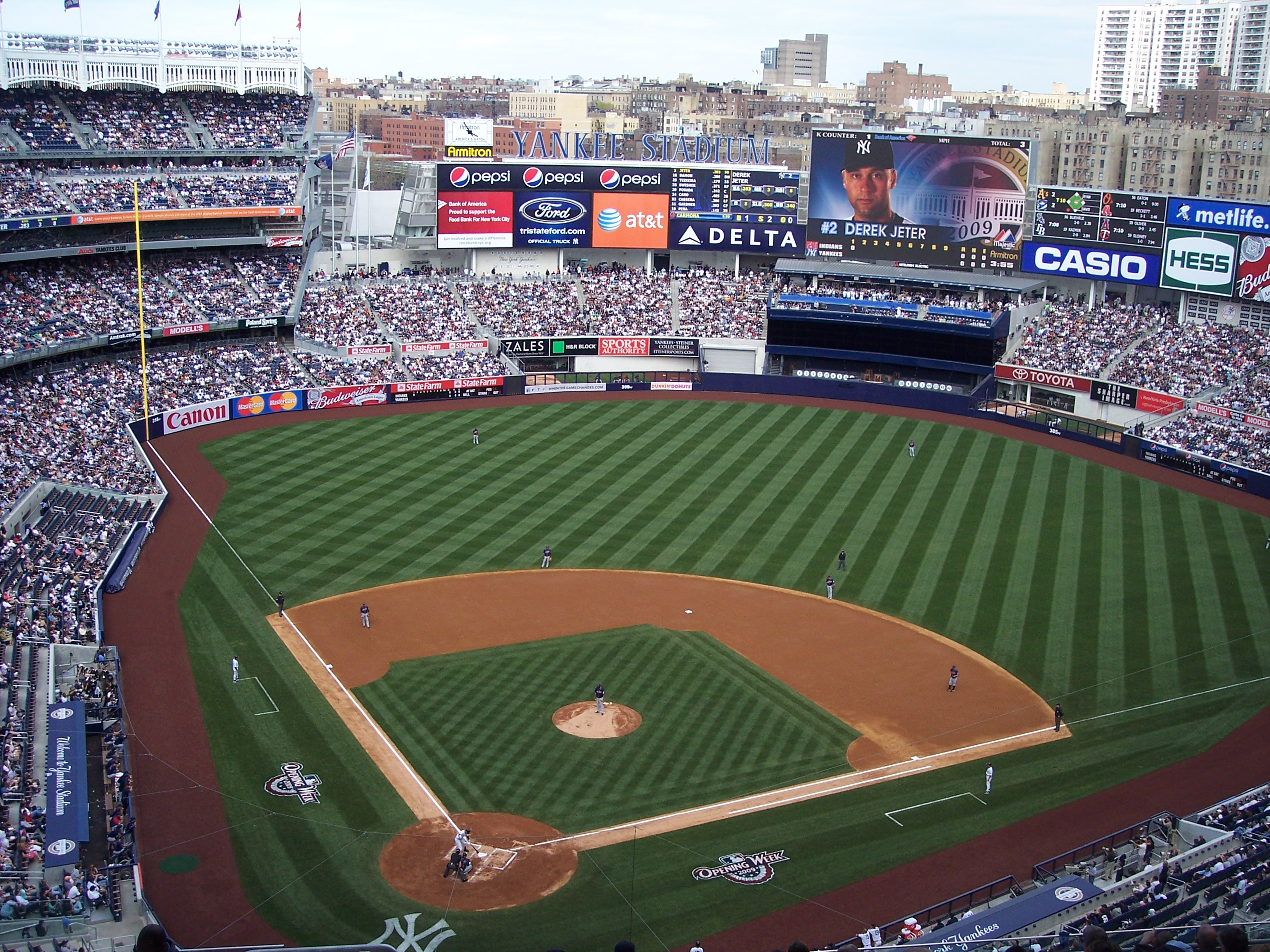
O novo Yankee Stadium

Após a saída de Joe Torre dos Yankees, eles assinaram com o ex-catcher Joe Girardi em um acordo de três anos para ser o novo Manager.
A temporada de 2008 foi a última do histórico Yankee Stadium, e na temporada seguinte iria ser inaugurado o New Yankee Stadium, que fica posicionado ao lado do velho estádio. Para celebrar o último ano do Yankee Stadium, o All-Star Game de 2008 da Major League Baseball foi jogado no antigo estádio em 15 de julho de 2008. O último jogo de temporada regular no Yankee Stadium foi jogado em 21 de setembro de 2008 contra o Baltimore Orioles, cidade de origem da franquia, além de ser também a cidade natal de Babe Ruth. O capitão Derek Jeter, o pitcher Andy Pettitte comandaram a vitória dos Yankees por 7–3 com home runs de Johnny Damon e Jose Molina. O home run de Molina, um HR de duas corridas para o lado centro-esquerdo na parte de baixo da 4ª entrada, acabou sendo o último home run na história do estádio. Já a última corrida foi anotada pelo pinch-runner Brett Gardner na parte baixa da 7ª entrada. Mariano Rivera entrou para fechar o jogo no 9º inning e a última rebatida foi de Brian Roberts, dos Orioles, que acabou sendo eliminado por bola rasteira pelo primeira-base Cody Ransom, terminando com 86 anos de história do beisebol naquele estádio. Depois do jogo Derek Jeter falou com a multidão, agradeçendo o apoio dado durante esses anos todos e completou dizendo "lembrem-se deste campo, adicionem então essas lembranças as novas que faremos no Novo Yankee Stadium e passem isso para as próximas gerações". Então os jogadores dos Yankees fizeram um círculo no meio do campo e saudaram os fãs, ao som de "New York, New York".

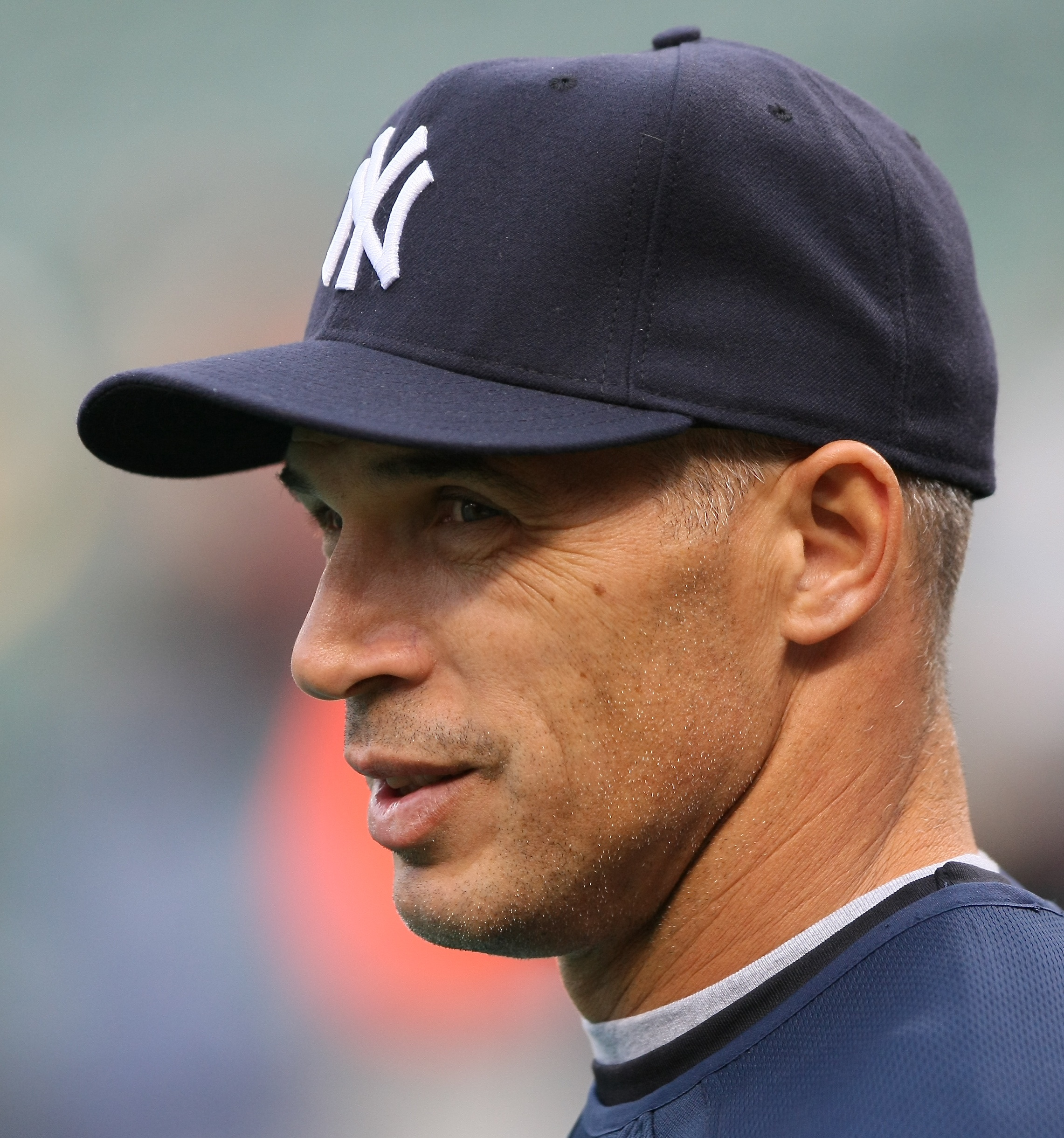
Joe Girardi

No ano seguinte, muitos jogadores decidiram sar do time e os Yankees também sofreram com vários jogadores machucados e acabaram perdendo os playoffs pela primeira vez depois de 14 temporadas. Durante a off-season, os Yankees fizeram várias aquisições de peso, incluindo os arremessadores CC Sabathia e A. J. Burnett, e o primeira-base Mark Teixeira. Os Yankees deciriam também não renovar com veteranos como Bobby Abreu e Jason Giambi, uma estratégia diferente das outras temporadas.
A temporada de 2009 foi a primeira no Novo Yankee Stadium, que ganhou a reputação de "home run-friendly" ballpark (devido ao grande número de Home Runs anotados no primeiro ano). Os Yankees também bateram um recorde com 18 jogos consecutivos sem cometer um erro, de 14 de maio a 1 de junho de 2009.
Depois da pausa do All-Star Game, os Yankees começaram a segunda metade da tempoada com 8-0 e fechariam aquele ano com 52 vitórias e 22 derrotas depois do All-Star Break, terminando oito jogos a frente do Red Sox na divisão leste. Então o Yankees foi enfrentar o Minnesota Twins na ALDS (série de divisão) de 2009, sendo que os Twins venceram sua divisão por apenas um jogo sobre os Tigers. Os Yankees varreram os Twins e então foram enfrentar o LA Angels na ALCS (série de conferência), o time que os eliminou dos playoffs duas vezes nos últimos sete anos. Depois de perder dois de três partidas em Anaheim, os Yankees venceram o jogo 6 em casa, faturando assim o título da Liga Americana. Então o NYY enfrentou o Philadelphia Phillies na World Series de 2009 e venceram por 4 a 2. Esse foi o vigésimo-sétimo título da franquia em 40 aparições na Série Mundial.
Para a temporada de 2010, a rivalidade entre Yankees e Red Sox foi revivida enquanto esses times se enfrentaram no jogo de abertura e fechamento da temporada. Os Yankees e o Red Sox se enfrentaramno começo e no fim da temporada de 2010 da Major League Baseball no Fenway Park. Essa foi a primeira vez desde 1950 que isso aconteceu. A temporada de 2010 também teve Joe Torre do LA Dodgers em uma partida contra o Yankees, a primeira desde que ele assumiu como treinador dos Dodgers. Em 13 de julho de 2010, o principal acionista e dono do Yankees, George Steinbrenner, morreu após sofrer uma parada cardíaca.
O Yankees acabou terminando como o melhor time do Wild Card da Liga Americana. Eles varreram o Minnesota Twins na Série de Divisão, mas perderam para o Texas Rangers nas finais da Liga Americana por 4 jogos a 2.
Em 2010, o time de Nova Iorque tiveram uma série de 10 vitórias consecutivas, mas o Red Sox encerrou esta boa sequência. Em 25 de agosto de 2011, em um jogo contra o Oakland Athletics, o Yankees venceu a partida por 22 a 9 e se tornou o primeiro time na história da Liga a bater três grand slams em um mesmo jogo. As rebatidas foram feitas por Robinson Cano, Russell Martin e Curtis Granderson.
Em 2012, os Yankees terminaram o ano com a melhor performance da Liga Americana, com 95 vitórias e 67 derrotas. Em julho, o time trocou dois prospectos pelo veterano Ichiro Suzuki, do Seattle Mariners. Na pós-temporada, os Yankees derrotaram os Orioles em cinco jogos, com Raúl Ibañez se tornando o jogador mais velho a bater dois home runs. Contudo, na final de liga, os Yankees perderam para os Tigers novamente, sendo varridos em quatro jogos, com o ataque sofrendo devido a ausência de Derek Jeter. A temporada seguinte também foi marcada por contusões, com Mark Teixeira, Jeter e Alex Rodriguez perdendo boa parte do ano. Com uma temporada de 85 vitórias, eles encerraram 2013 fora dos playoffs.
Antes da temporada de 2014, os Yankees contrataram Brian McCann, Jacoby Ellsbury, Masahiro Tanaka e Carlos Beltrán. Apesar disso, o time novamente não foi para os playoffs, com 84 vitórias e 78 derrotas. Alex Rodriguez perdeu a temporada inteira devido a uma suspensão de 162 jogos devido ao escândalo dos esteroides. O ano de 2014 também foi o último da carreira de Derek Jeter. Na sua última partida como profissional no Yankee Stadium, em 25 de setembro, Jeter fez a rebatida da vitória contra o Baltimore Orioles.
Os Yankees retornariam aos playoffs em 2015. Retornando da suspensão, Rodriguez acertou 33 home runs, sua melhor marca de 2008, e empatou o recorde de Hank Aaron com quinze temporadas com pelo menos 30 home runs. Mark Teixeira conseguiu 31 home runs naquele ano também. O novato Greg Bird, que substituiu Teixeira após uma contusão, fez um bom final de temporada, acertando onze home runs, com o arremessador, também novato, Luis Severino vencendo cinco jogos de oito, com um ERA de 2,89. Os Yankees lideraram a AL East por boa parte do ano até ser varrido pelo Toronto Blue Jays, encerrando o ano com 87 vitórias e 75 derrotas, ficando em segundo na sua divisão. O time perdeu logo na primeira rodada dos playoffs para o Houston Astros.
Em 2016, os Yankees começaram o ano com nove vitórias em vinte e seis jogos. A volta de Rodriguez e Teixeira completamente saudáveis acabou não salvando a temporada, com os dois tendo uma média de rebatidas de apenas 20%. O arremessador titular Michael Pineda teve também um ano ruim, com seis vitórias em dezoito jogos, com um ERA de 4,82, o sétimo maior da liga. No final, os Yankees tiveram uma campanha de 84–78 (52%).

### 2017–presente: osBaby Bombers

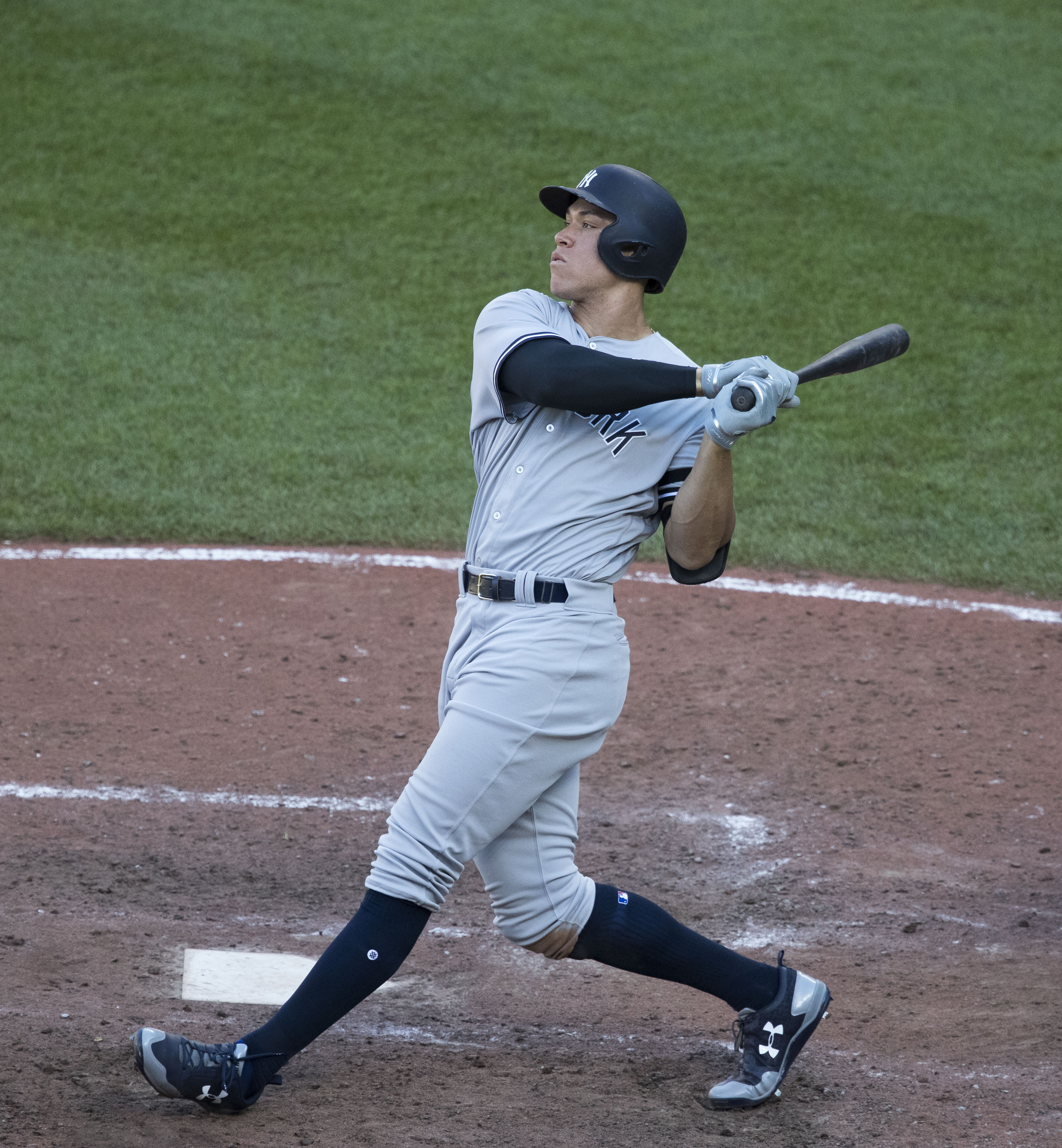
Aaron Judge se tornou a nova face dos Yankees no final da década de 2010.

Em 25 de julho de 2016, os Yankees trocaram Aroldis Chapman para o Chicago Cubs por um grupo de jogadores que incluía o prospecto Gleyber Torres e trocaram Andrew Miller para o Cleveland Indians pelo prospecto outfielder Clint Frazier e o arremessador Justus Sheffield. Além disso, os Yankees trocaram o rebatedor Carlos Beltran, de 39 anos, para o Texas Rangers por alguns prospectos das ligas menores. Esses movimentos atraíram a atenção da mídia. Historicamente, os Yankees possuíam a mentalidade de "vencer agora", ignorando jovens prospectos e focando suas contratações em veteranos de renome. Porém, com o time indo na direção oposta, o gerente geral, Brian Cashman, afirmou que a equipe nova-iorquina precisava começara a trabalhar para "olhar para o futuro".
Em agosto de 2016, tanto Mark Teixeira quanto Alex Rodriguez revelaram suas intenções de se aposentarem no final do ano. Rodriguez jogou sua última partida em 12 de agosto de 2016. Em sua última semana na liga, Teixeira rebateu um grand slam para a vitória contra o Boston Red Sox, no seu 409º e último home run da carreira. Em agosto, os Yankees convocaram Tyler Austin e Aaron Judge para o time profissional e os dois tiveram um impacto imediato no ataque dos Yankees, rebatendo home runs em jogos seguidos. O catcher Gary Sánchez rebateu 20 home runs em 53 jogos, terminando em segundo lugar na votação para Novato do Ano. Sanchez, Judge e Austin, assim como outros prospectos que os Yankees estavam preparando, ficaram conhecidos como "Baby Bombers", devido a sua produtividade precoce.
Em 2017, os Yankees mandaram para o All Star Game os jogadores Dellin Betances, Starlin Castro, Sánchez, Severino e Aaron Judge. Este último acabou vencendo o Home Run Derby daquele ano, fazendo do NY Yankees o time com maior quantidade de jogadores campeões do Home Run Derby na história. O time, apesar dos prospectos, falhou em ir para a World Series, perdendo para o Houston Astros na final da Liga Americana.
Ao final da temporada de 2017, os Yankees demitiram o treinador Joe Girardi após quase uma década no comando do time e contrataram Aaron Boone, de 46 anos, para assumir seu lugar. Nova Iorque trocou Starlin Castro e os prospectos Jorge Guzman e Jose Devers para o Miami Marlins por Giancarlo Stanton, que havia sido o MVP de 2017. Os Yankees também trocaram Chase Headley e Bryan Mitchell para San Diego Padres pelo outfielder Jabari Blash; esta troca, segundo o general manager Brian Cashman, visava criar "flexibilidade" na folha de pagamento. Em 29 de setembro de 2018, Gleyber Torres rebateu o home run número 265 dos Yankees na temporada, o que quebrou o recorde de mais HR num ano. Os Yankees terminaram a temporada de 2018 com 267 home runs e uma campanha de 100 vitórias e 62 derrotas. Nos playoffs, eles venceram o Oakland Athletics na rodada de repescagem mas acabaram perdendo para os Red Sox na rodada de divisão. No jogo três contra Boston, os Yankees sofreram sua pior derrota na história do time nos playoffs, perdendo por 16 a 1. No ano de 2019, o time nova-iorquino contou novamente com um dos melhores ataques da liga, vencendo 63% dos jogos da temporada regular e garantindo uma vaga nos playoffs. Na primeira rodada da pós-temporada, a equipe varreu Minnesota em casa mas acabaram sendo derrotados pelo Houston Astros na final da ALCS. Essa derrota fez com que os Yankees oficialmente passassem uma década inteira sem um título da liga, a primeira vez que isso acontecia desde os anos 80. Além disso, esta foi a primeira década desde a de 1910 que o time nem sequer disputou uma única partida de World Series.

## Números aposentados
O Yankees tem aposentado 23 números, sendo um repetido e outro aposentado pela Major League Baseball.
| Billy Martin 2B,M Aposentado em 1986 | Derek Jeter SS Aposentado em 2017  | Babe Ruth RF Aposentado em 1948      | Lou Gehrig 1B Aposentado em 1939     | Joe DiMaggio CF Aposentado em 1952  | Joe Torre M Aposentado em 2014    | Mickey Mantle CF Aposentado em 1969   | Bill Dickey C Aposentado em 1972    |
| Yogi Berra C, M Aposentado em 1972   | Roger Maris RF Aposentado em 1984  | Phil Rizzuto SS Aposentado em 1985   | Thurman Munson C Aposentado em 1979  | Whitey Ford SP Aposentado em 1974   | Jorge Posada C Aposentado em 2015 | 21 Paul O'Neill RF Aposentado em 2022 | Don Mattingly 1B Aposentado em 1997 |
| Elston Howard C Aposentado em 1984   | Casey Stengel M Aposentado em 1970 | Mariano Rivera RP Aposentado em 2013 | Reggie Jackson RF Aposentado em 1993 | Andy Pettitte SP Aposentado em 2015 | Ron Guidry SP Aposentado em 2003  | Bernie Williams CF Aposentado em 2015 | Jackie Robinson SB Honrado em 2007  |

Os números foram apresentados atrás da cerca do velho Yankee Stadium à esquerda e na frente de bullpen da equipe adversária, formando uma pequena viela que liga o Monument Park aos carrinhos do campo. Quando a franquia atravessau a rua para para o novo estádio, os números foram incoporados no Monument Park, que fica no centro de campo entre os dois bullpens. Os 23 números foram colocados na parede, em ordem cronológica, começando com o número de Lou Gehrig 4. Este foi retirado logo após Gehrig deixar o beisebol em 4 de julho de 1939, no mesmo dia deu o seu famoso discurso de despedida. Seu número foi o primeiro aposentado na história da Major League Baseball.

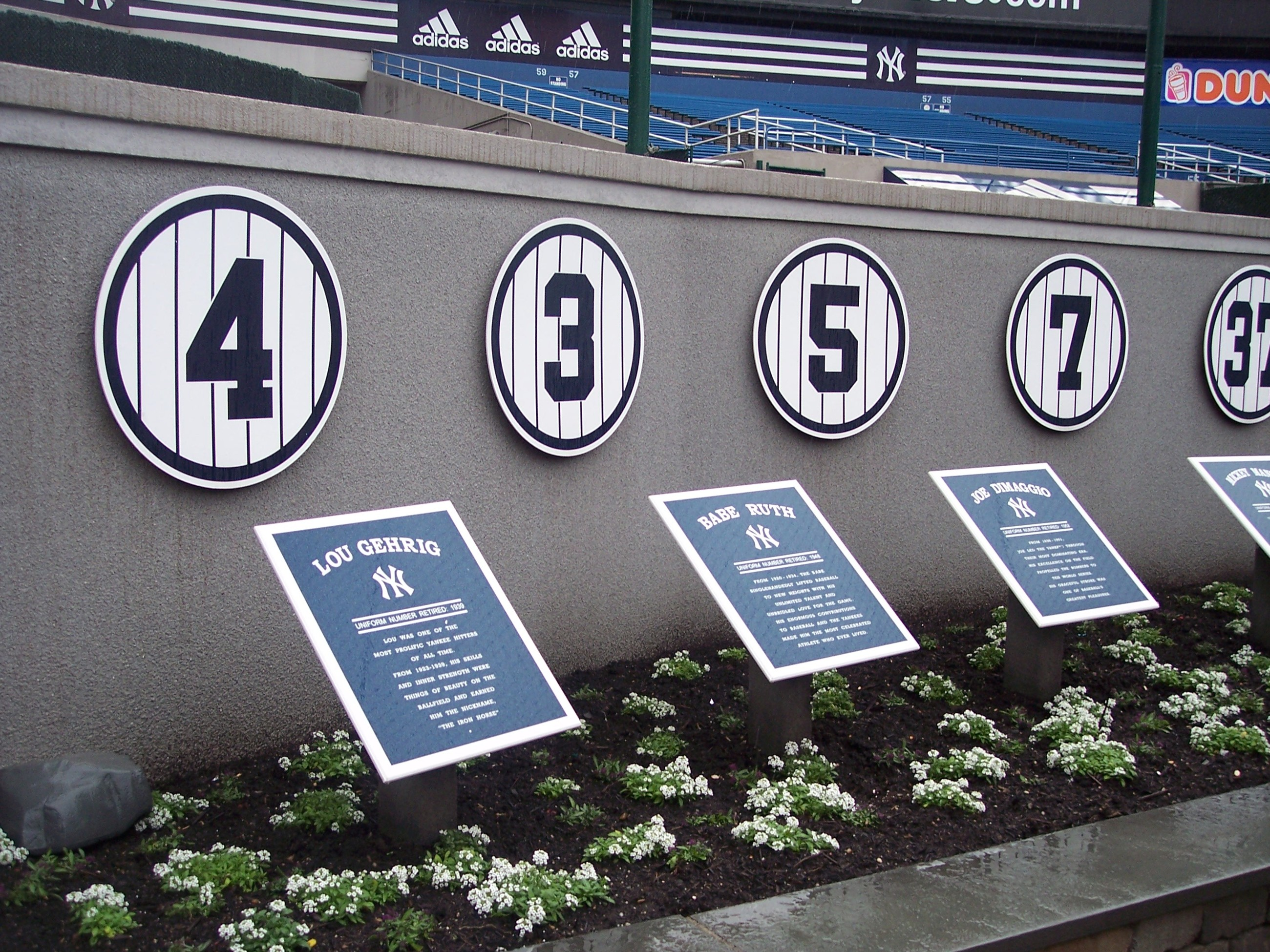
Os números aposentados

O número 42, foi aposentado em toda a Major League Baseball em honra de Jackie Robinson, 15 de abril de 1997. O dia foi declarado Dia Jackie Robinson, e viria a ser observado por todos do beisebol, com jogadores de cada equipe vestindo o número 42. Mariano Rivera, ainda usou o número devido a uma cláusula de seu avô e foi o último jogador a fazê-lo. Enquanto outras equipes colocaram o número 42 com o resto dos seus números aposentados, o Yankees não o fez desde o início. Dez anos depois, em 17 de abril de 2007, o Yankees honrou Robinson montando o logotipo do Dia Jackie Robinson com a placa correspondente com o resto dos números aposentados.
Em 1972, o número 8 foi reformado para dois jogadores no mesmo dia, em homenagem ao apanhador Bill Dickey e seu protegido, o catcher Yogi Berra. Berra herdou o número de Dickey em 1948 depois que Dickey terminou a sua carreira e tornou-se um treinador. No dia 14 de maio de 2017 o Yankees aposentou o número 2, de Derek Jeter. Isso fez com que a equipe deixasse apenas o número 0 (zero), que jamais foi usado em sua história, como o único número de um dígito que ainda pode ser usado.
O Yankees não tem feito vários números desde a partida em que grandes jogadores que o usavam pararam de jogar, especificamente:
- 35 -- Mike Mussina P (2001-2008); jogou os oito últimos anos de sua carreira no Yankees.